# I due orfanelli
I due orfanelli è un film del 1947 diretto da Mario Mattoli. Si tratta di una parodia del film muto di David Wark Griffith Le due orfanelle.

## Trama
Parigi, epoca del secondo impero napoleonico: in un collegio di orfanelle Matilde, una delle ragazze, è innamorata di Giorgio, un ufficiale che la vede clandestinamente, senza che la direttrice lo sappia. Il loro matrimonio è però ostacolato dalla famiglia di Giorgio per via delle origini sconosciute della povera Matilde.
Intenzionata a scoprire la verità, Matilde incarica gli inservienti Gasparre e Battista (anche loro orfani dei genitori) di recarsi da Madame Therese, una veggente sensitiva con una ciocca dei suoi capelli per scoprire le sue origini. Gasparre perde però questa ciocca e la rimpiazza allora con una propria. Egli viene così a scoprire le proprie origini nobiliari. Recatosi alla casa del Duca suo zio per reclamare la propria eredità viene accolto con apparente benevolenza, mentre nel buio i familiari ordiscono la trama per eliminare il nuovo pretendente.
Dopo una ripetuta serie di fallimenti, il Duca fa cadere il nipote in una trappola: Gasparre, sedotto dalla bella Susanne de la Pleine, è costretto a battersi in duello ma si salva grazie a una provvidenziale battaglia. Il Duca non demorde e con un inganno attira Gasparre e Battista in una camera di tortura ma i due riescono miracolosamente a fuggire, finendo tra l'altro nelle fogne di Parigi dove incontrano l'abate Faria e con lui tentano di risalire in superficie: sfortuna vuole che i tre si trovino ad emergere in una stanza del palazzo imperiale dove Napoleone III sta posando per un quadro. Convinto che siano cospiratori della corona, l'Imperatore ordina il loro arresto: Battista riesce a fuggire, mentre Gasparre e l'Abate vengono catturati e rinchiusi in una cella, in attesa di essere condannati a morte. Qui l'Abate scopre un passaggio segreto; solo lui evaderà, in quanto Gasparre confida in un atto di benevolenza.
Tornato al collegio, Battista confessa l'accaduto alla direttrice che gli consegna l'indirizzo di suo padre e una medaglietta che aveva un tempo per riconoscimento. Giunto alla casa del padre, Battista scopre che il proprio genitore non è un nobile né un musicista come egli aveva sempre ritenuto ma è il boia di Parigi. Lo convince allora ad aiutarlo nel suo tentativo di salvare Gasparre, condannato alla ghigliottina. Il giorno dell'esecuzione si verifica tutta una serie di fatti rocamboleschi: ma a questo punto si scopre che in realtà la vicenda era tutta un sogno fatto da entrambi i protagonisti, che al risveglio si trovano come sempre in collegio.

## Curiosità
- Quando Gasparre chiede all'amico di suonare qualcosa al pianoforte mentre lui va a corteggiare la bella contessa che lo ha invitato nella sua stanza, il brano scelto è Preghiera ad una vergine di Tekla Bądarzewska-Baranowska con tono ironicamente riferito al contrasto con la lascivia della nobildonna.
- È il primo film di Totò in cui compare Isa Barzizza.
- È il primo film di Totò diretto da Mario Mattòli, che diventerà, di lì a poco, il suo regista più prolifico.
- Il film venne girato usando le scenografie utilizzate dal regista Carmine Gallone per realizzare il film Le due orfanelle, rifacimento dell'originale di D.W. Griffith uscito nelle sale italiane cinque anni prima.
- Quando Gasparre viene torturato e confessa cose di cui non può essere ovviamente responsabile dice anche di essere il capo dell'Irgun Zvai Leumi, il gruppo terroristico ebraico che in quegli anni aveva effettuato diversi attentati contro strutture britanniche e che in quel periodo era famigerato anche in Italia per aver realizzato nel 1946 un attentato notturno all'ambasciata britannica a Roma.